# الطاقة المتجددة في الأردن
الطاقة المتجددة في الأردن تعتمد بشكل رئيسي على مصادر طبيعية غير قابلة للنضوب مثل الطاقة الشمسية وطاقة الرياح، حيث يتمتع الأردن بظروف جغرافية مثالية تجعلها من أفضل الدول في استخدام هذه المصادر. تسعى المملكة إلى زيادة مساهمة الطاقة المتجددة في خليط الطاقة المحلي، بهدف تقليل الاعتماد على الطاقة المستوردة وتحقيق الاستدامة البيئية والاقتصادية.يعتمد الأردن بشكل كبير على استيراد الطاقة، مما يشكل ضغطًا على الاقتصاد الوطني ويزيد من الحاجة المستمرة للعملات الأجنبية لتمويل احتياجات الطاقة. في هذا السياق، أصبح من الضروري البحث عن مصادر بديلة للطاقة التقليدية، وتعتبر الطاقة المتجددة الخيار الأبرز الذي يمكن أن يساهم في تقليل الاعتماد على الطاقة المستوردة وتعزيز الاستدامة البيئية والاقتصادية.

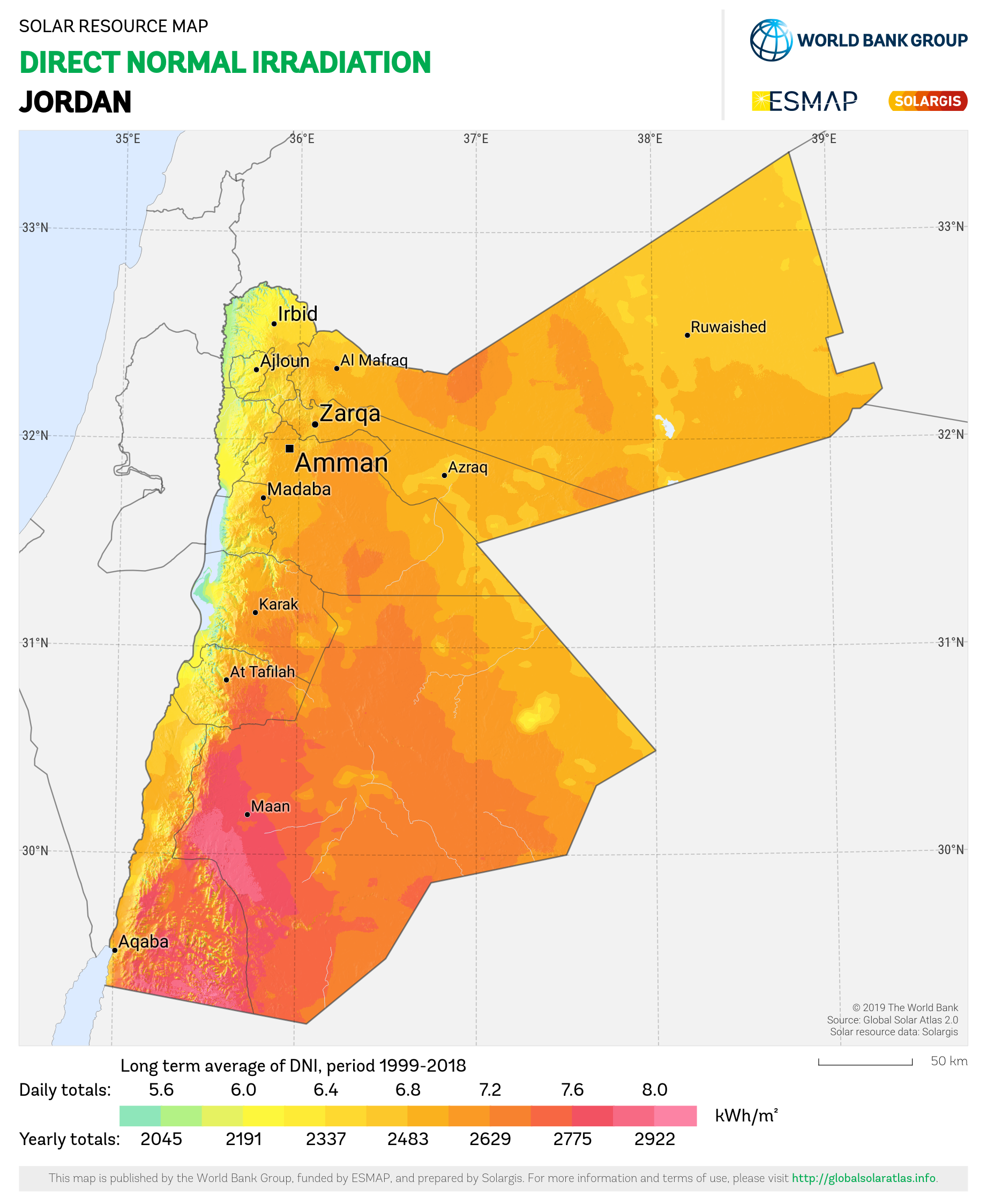
خريطة الإشعاع الشمسي المباشر في الأردن

## مشاريع الطاقة المتجددة في الأردن

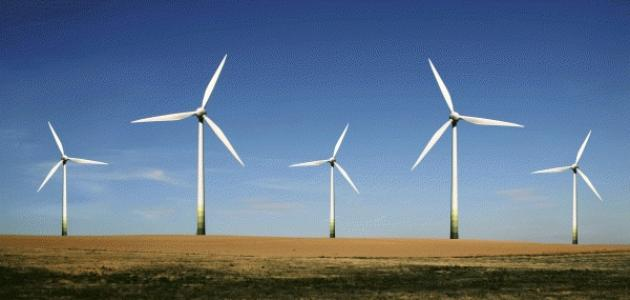
طاقة الرياح

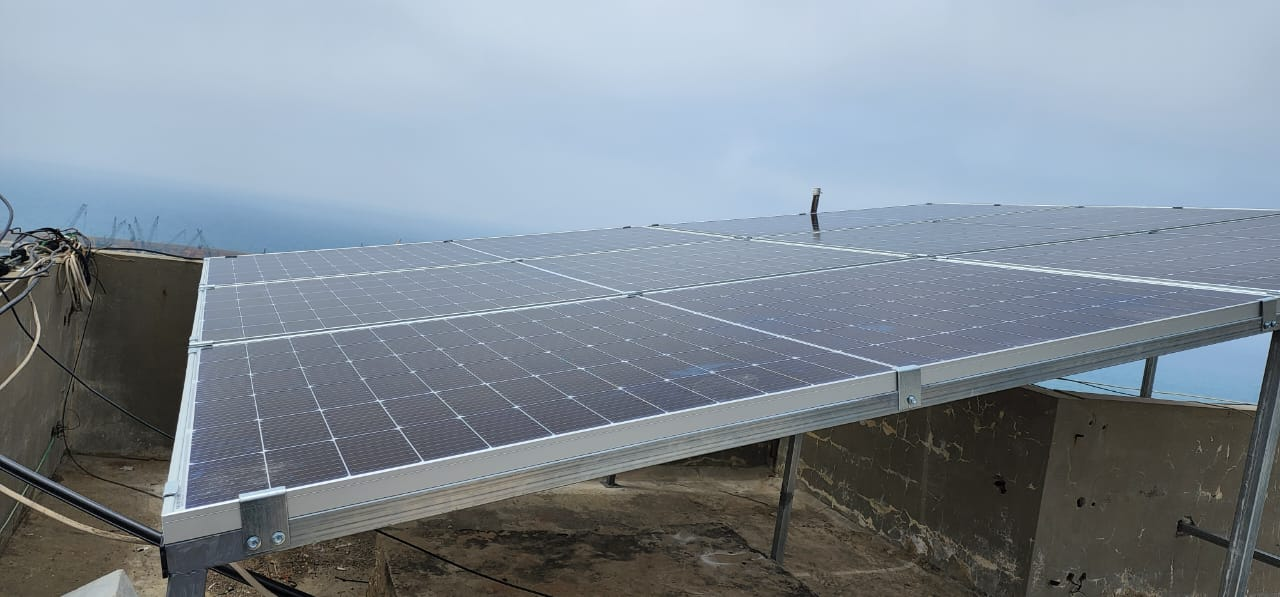
لوح طاقة شمسية